# Lowarzy
Lowarzy (rom. Lovara, Lovari) – romska grupa etniczna, zamieszkująca tradycyjnie Europę Środkową, m.in. Polskę. Pochodzą z terytorium historycznych Węgier (głównie Siedmiogrodu). 
Ich nazwa wywodzi się od węgierskiego słowa ló – „koń”, co stanowi nawiązanie do ich tradycyjnej profesji, jaką jest handel m.in. środkami transportu – niegdyś końmi, a współcześnie samochodami. W XIX wieku wyruszywszy ze swej węgierskiej ojczyzny rozprzestrzenili się po świecie, obecnie żyją w większości państw Europy i obu Ameryk. Na czele społeczności Lowarów w danym kraju stoi kolegialna rada starszych, zwana Kris. Większość Lowarów to katolicy.